# Kremlin Cup 2018
La Kremlin Cup 2018, anche conosciuto come VTB Kremlin Cup per motivi di sponsorizzazione, è stato un torneo di tennis che si è giocato sul cemento indoor. È stata la 29ª edizione del torneo maschile che fa parte della categoria ATP Tour 250 nell'ambito dell'ATP World Tour 2018 e la 23ª del torneo femminile che fa parte della categoria Premier nell'ambito del WTA Tour 2018. Il torneo si è giocato allo Stadio Olimpico di Mosca, in Russia, dal 15 al 21 ottobre 2018.

## Partecipanti ATP

### Teste di serie
| Nazionalità          | Giocatore        | Ranking* | Testa di serie |
| -------------------- | ---------------- | -------- | -------------- |
| Italia               | Marco Cecchinato | 21       | 1              |
| Russia               | Daniil Medvedev  | 22       | 2              |
| Russia               | Karen Chačanov   | 27       | 3              |
| Serbia               | Filip Krajinović | 35       | 4              |
| Australia            | Nick Kyrgios     | 38       | 5              |
| Bosnia ed Erzegovina | Damir Džumhur    | 39       | 6              |
| Francia              | Jérémy Chardy    | 41       | 7              |
| Slovacchia           | Martin Kližan    | 45       | 8              |

* Ranking all'8 ottobre 2018.

### Altri partecipanti
I seguenti giocatori hanno ricevuto una wildcard per il tabellone principale:
- Karen Chačanov
- Nick Kyrgios
- Evgenij Karlovskij

I seguenti giocatori sono passati dalle qualificazioni:

- Aleksandr Bublik
- Jahor Herasimaŭ
- Filip Horanský
- Lukáš Rosol

Il seguente giocatore è entrato in tabellone come lucky loser:
- Ričardas Berankis

### Ritiri
Prima del torneo
- Jérémy Chardy → sostituito da  Ričardas Berankis
- Pablo Cuevas → sostituito da  Laslo Đere
- João Sousa → sostituito da  Evgenij Donskoj

Durante il torneo
- Denis Istomin
- Nick Kyrgios

## Partecipanti WTA

### Teste di serie
| Nazionalità | Giocatrice           | Ranking* | Testa di serie |
| ----------- | -------------------- | -------- | -------------- |
| Romania     | Simona Halep         | 1        | 1              |
| Rep. Ceca   | Karolína Plíšková    | 6        | 2              |
| Stati Uniti | Sloane Stephens      | 8        | 3              |
| Paesi Bassi | Kiki Bertens         | 10       | 4              |
| Lettonia    | Anastasija Sevastova | 12       | 5              |
| Russia      | Dar'ja Kasatkina     | 14       | 6              |
| Belgio      | Elise Mertens        | 15       | 7              |
| Estonia     | Anett Kontaveit      | 21       | 8              |

* Ranking all'8 ottobre 2018.

### Altre partecipanti
Le seguenti giocatrici hanno ricevuto una wildcard per il tabellone principale:
- Simona Halep
- Anna Kalinskaja
- Anastasia Potapova
- Sloane Stephens

Le seguenti giocatrici sono passate dalle qualificazioni:

- Ons Jabeur
- Irina Chromačëva
- Natal'ja Vichljanceva
- Vera Zvonarëva

Le seguenti giocatori sono entrate in tabellone come lucky loser:
- Vitalija D'jačenko
- Valentini Grammatikopoulou

### Ritiri
Prima del torneo
- Dominika Cibulková → sostituita da  Ajla Tomljanović
- Danielle Collins → sostituita da  Ekaterina Makarova
- Simona Halep → sostituita da  Valentini Grammatikopoulou
- Kaia Kanepi → sostituita da  Julija Putinceva
- Barbora Strýcová → sostituita da  Irina-Camelia Begu
- Aryna Sabalenka → sostituita da  Vitalija D'jačenko

## Campioni

### Singolare maschile
Karen Chačanov ha battuto in finale  Adrian Mannarino con il punteggio di 6-2, 6-2.
- È il terzo titolo in carriera per Khachanov, il secondo della stagione.

### Singolare femminile
Dar'ja Kasatkina ha battuto in finale  Ons Jabeur con il punteggio di 2-6, 7–6(3), 6-4.
- È il secondo titolo in carriera per Kasatkina, il primo della stagione.

### Doppio maschile
Austin Krajicek /  Rajeev Ram hanno battuto in finale  Maks Mirny /  Philipp Oswald con il punteggio di 7–6(4), 6-4.

### Doppio femminile
Aleksandra Panova /  Laura Siegemund hanno battuto in finale  Darija Jurak /  Ioana Raluca Olaru con il punteggio di 6-2, 7–6(2).